# Вакарел - хронология на селища
Развитието на административно-териториалното устройство на Вакарелските селища след освобождението от османска власт е както следва:

| 3 март 1878 – 03.1921                            | 03.1921 – 3 1 юли 1925                                        | 3 юли 1925 – 17 декември 1955                                     | 17 декември 1955 – 2 юни 1956                                    | 2 юни 1956 – 27 декември 1958                                   | 27 декември 1958 – 23 януари 1959                             | 01.1959 – 26 декември 1978                                    | 26 декември 1978 – 4 април 1986                                   | 4 април 1986 – 18 юли 1995, 12 януари 1999                  |
| ------------------------------------------------ | ------------------------------------------------------------- | ----------------------------------------------------------------- | ---------------------------------------------------------------- | --------------------------------------------------------------- | ------------------------------------------------------------- | ------------------------------------------------------------- | ----------------------------------------------------------------- | ----------------------------------------------------------- |
| мах. Бърдо общ. Вакарел Самоковска околия        | с. Бърдо общ. Бърдо Самоковска околия Софийски окръг          | с. Бърдо общ. Бърдо Ихтиманска околия Софийски окр.               | с. Бърдо общ. Богдановци Ихтиманска околия Софийски окр          | с. Бърдо общ. Мечковци Ихтиманска околия Софийски окр.          | с. Бърдо общ. Вакарел Ихтиманска околия Софийски окр          | с. Бърдо общ. Вакарел Софийски окр                            | с. Бърдо кметство Бузяковци общ. Ихтиман Софийски окр.            | с. Бърдо км. Буз яковци общ. Их тиман обл. София            |
| мах. Джамузовци общ. Вакарел, Самоковска околия  | мах. Джамузовци, общ. Богдановци, Самоковска околия           | мах. Джамузовци, общ. Богдановци, Ихтиманска околия, Софийски окр | мах. Джамузовци, общ. Мечковци, Ихтиманска околия, Софийски окр. | мах. Джамузовци, общ. Вакарел, Ихтиманска околия, Софийски окр. | мах. Джамузовци, общ. Вакарел, Софийски окр.                  | Джамузовци, кметство Бузяковци общ. Ихтиман, Софийски окр.    | мах. Джамузовци, кметство Бузяковци общ. Ихтиман, Софийска обл    | с. Джамузовци км. Бузяковци общ. Ихтиман Софий ска обл.     |
| мах. Бузяковци общ. Вакарел Самоковска околия    | мах. Бузяковци, общ. Богдановци, Самоковска околия            | мах. Бузяковци, общ. Богдановци, Ихтиманска околия, Софийски окр  | мах. Бузяковци, общ. Мечковци, Ихтиманска околия, Софийски окр   | мах. Бузяковци, общ. Вакарел, Ихтиманска околия, Софийски окр   | мах. Бузяковци, общ. Вакарел, Софийски окр                    | мах. Бузяковци, кметство Бузяковци общ. Ихтиман, Софийски окр | с. Бузяковци км. Бузяковци общ. Ихтиман обл. София                |                                                             |
| мах. Пановци общ. Вакарел Самоковска околия      | мах. Пановци, общ. Богдановци, Самоковска околия              | мах. Пановци, общ. Богдановци, Ихтиманска околия, Софийски окр    | мах. Пановци, общ. Мечковци, Ихтиманска околия, Софийски окр.    | мах. Пановци, общ. Вакарел, Ихтиманска околия, Софийски окр.    | мах. Пановци, общ. Вакарел, Софийски окр.                     | мах. Пановци, кметство Бузяковци общ. Ихтиман, Софийски окр   | мах. Пановци, км. Бузяковци общ. Ихтиман, Софийска обл.           | с. Пановци км. Бузяковци общ. Ихтиман Софий ска обл.        |
| мах. Мечковци общ. Вакарел Самоковска околия     | мах. Мечковци, общ. Богдановци, Самоковска околия             | мах. Мечковци, общ. Богдановци, Ихтиманска околия, Софийски окр   | мах. Мечковци, общ. Богдановци, Ихтиманска околия, Софийски окр  | мах. Мечковци, общ. Мечковци, Ихтиманска околия, Софийски окр.  | мах. Мечковци, общ. Вакарел, Ихтиманска околия, Софийски окр  | мах. Мечковци, общ. Вакарел, Софийски окр.                    | мах. Мечковци, кметство Бузяковци общ. Ихтиман, Софийски окр.     | с. Мечковци км. Бузяковци общ. Ихтиман Софий ска обл.       |
| мах. Богдановци общ. Вакарел Самоковска околия   | с. Богдановци, общ. Богдановци, Самоковска околия             | с. Богдановци, общ. Богдановци, Ихтиманска околия, Софийски окр   | с. Богдановци, общ. Мечковци, Ихтиманска околия, Софийски окр    | с Богдановци, общ. Вакарел, Ихтиманска околия, Софийски окр.    | с. Богдановци, общ. Вакарел, Софийски окр.                    | с. Богдановци, кметство Бузяковци общ. Ихтиман, Софийски окр  | с. Богдановци кметство Бузяковци общ. Ихтиман Софийска обл.       | с. Богдановци км. Бузяковци общ. Ихтиман, Софий ска обл.    |
| мах. Ръжана общ. Вакарел Самоковска околия       | м. Ръжана, общ. Богдановци, Самоковска околия                 | м. Ръжана, общ. Богдановци, Ихтиманска околия, Софийски окр       | мах. Ръжана, общ. Мечковци, Ихтиманска околия, Софийски окр      | мах. Ръжана, общ. Вакарел, Ихтиманска околия, Софийски окр.     | мах. Ръжана, общ. Вакарел, Софийски окр.                      | мах. Ръжана, кметство Бузяковци общ. Ихтиман, Софийски окр.   | мах. Ръжана, кметство Бузяковци общ. Ихтиман, Софийска обл.       | с. Ръжана км. Бузя ковци общ. Их тиман Софий ска обл.       |
| мах. Драгиовци общ. Вакарел Самоковска околия    | м. Драгиовци, общ. Богдановци, Самоковска околия              | м. Драгиовци, общ. Богдановци, Ихтиманска околия, Софийски окр    | мах. Драгиовци, общ. Мечковци, Ихтиманска околия, Софийски окр.  | мах. Драгиовци, общ. Вакарел, Ихтиманска околия, Софийски окр.  | мах. Драгиовци, общ. Вакарел, Софийски окр                    | мах. Драгиовци, общ. Вакарел, Софийски окр.                   | заличена                                                          | заличена                                                    |
| мах. Селянин общ. Вакарел Самоковска околия      | м. Селянин, общ. Вакарел Ихтиманска околия, Софийски окр      | мах. Селянин, общ. Вакарел, Софийски окр.                         | мах. Селянин, общ. Вакарел, Софийски окр                         | мах. Селянин, общ. Вакарел, Софийски окр                        | мах. Селянин, общ. Вакарел, Софийски окр                      | мах. Селянин, общ. Вакарел, Софийски окр                      | мах. Селянин, кметство Вакарел общ. Ихтиман, обл. София           | с. Селянин км. Вакарел общ. Ихтиман обл. София              |
| мах. Бальовци общ. Вакарел Самоковска околия     | м. Бальовци, общ. Вакарел Ихтиманска околия, Софийски окр     | мах. Бальовци, общ. Вакарел, Софийски окр.                        | мах. Бальовци, общ. Вакарел, Софийски окр.                       | мах. Бальовци, общ. Вакарел, Софийски окр.                      | мах. Бальовци, общ. Вакарел, Софийски окр.                    | мах. Бальовци, общ. Вакарел, Софийски окр.                    | мах. Бальовци, кметство Вакарел общ. Ихтиман, Софийски окр.       | мах. Бальовци км. Вакарел общ. Ихтиман Софийска обл.        |
| мах. Млечановци общ. Вакарел Самоковска околия   | м. Млечановци, общ. Вакарел Ихтиманска околия, Софийски окр   | мах. Млечановци, общ. Вакарел, Софийски окр                       | мах. Млечановци, общ. Вакарел, Софийски окр                      | мах. Млечановци, общ. Вакарел, Софийски окр                     | Млечановци, общ. Вакарел, Софийски окр                        | Млечановци, общ. Вакарел, Софийски окр                        | с. Костадинкино                                                   | с. Костадинкино                                             |
| мах. Яздирастовци общ. Вакарел Самоковска околия | м. Яздирастовци, общ. Вакарел Ихтиманска околия, Софийски окр | мах. Яздирастовци, общ. Вакарел, Софийски окр.                    | мах. Яздирастовци, общ. Вакарел, Софийски окр.                   | мах. Яздирастовци, общ. Вакарел, Софийски окр.                  | мах. Яздирастовци, общ. Вакарел, Софийски окр.                | мах. Яздирастовци, общ. Вакарел, Софийски окр.                | с. Костадинкино                                                   | с. Костадинкино                                             |
| мах. Полиовци общ. Вакарел Самоковска околия     | м. Полиовци, общ. Вакарел Ихтиманска околия, Софийски окр     | мах. Полиовци, общ. Вакарел, Софийски окр.                        | мах. Полиовци, общ. Вакарел, Софийски окр.                       | мах. Полиовци, общ. Вакарел, Софийски окр.                      | мах. Полиовци, общ. Вакарел, Софийски окр.                    | мах. Полиовци, общ. Вакарел, Софийски окр.                    | с. Костадинкино                                                   | с. Костадинкино                                             |
| мах. Брънковци общ. Вакарел Самоковска околия    | м. Брънковци, общ. Вакарел Ихтиманска околия, Софийски окр    | мах. Брънковци, общ. Вакарел, Софийски окр                        | мах. Брънковци, общ. Вакарел, Софийски окр                       | мах. Брънковци, общ. Вакарел, Софийски окр                      | мах. Брънковци, общ. Вакарел, Софийски окр                    | мах. Брънковци, общ. Вакарел, Софийски окр                    | с. Костадинкино                                                   | с. Костадинкино                                             |
| мах. Семковци общ. Вакарел Самоковска околия     | м. Семковци, общ. Вакарел Ихтиманска околия, Софийски окр     | мах. Семковци, общ. Вакарел, Софийски окр.                        | мах. Семковци, общ. Вакарел, Софийски окр.                       | мах. Семковци, общ. Вакарел, Софийски окр.                      | мах. Семковци, общ. Вакарел, Софийски окр.                    | мах. Семковци, общ. Вакарел, Софийски окр.                    | с. Костадинкино                                                   | с. Костадинкино                                             |
|                                                  |                                                               |                                                                   |                                                                  |                                                                 |                                                               |                                                               | с. Костадинкино, кметство Костадинкино общ. Ихтиман, Софийски окр | с. Костадинкино, общ. Их тиман, Софийска обл.               |
| мах. Крушовица общ. Вакарел Самоковска околия    | с. Крушовица, общ. Крушовица, Самоковска околия               | с. Крушовица, общ. Крушовица, Ихтиманска околия, Софийски окр     | с. Крушовица, общ. Габра, Ихтиманска околия, Софийски окр.       | с. Крушовица, общ. Вакарел, Ихтиманска околия, Софийски окр.    | с. Крушовица, общ. Вакарел, Софийски окр.                     | с. Крушовица, общ. Габра, Софийски окр.                       | с. Крушовица, кметство Крушовица, общ. Елин Пелин, Софийски окр   | с. Крушовица, км. Крушовица, общ. Елин Пелин, Софийска обл. |
| мах. Поповци общ. Вакарел Самоковска околия      | м. Поповци, общ. Вакарел Ихтиманска околия, Софийски окр      | мах. Поповци, общ. Вакарел, Софийски окр.                         | мах. Поповци, общ. Вакарел, Софийски окр.                        | мах. Поповци, общ. Вакарел, Софийски окр.                       | мах. Поповци, общ. Вакарел, Софийски окр.                     | мах. Поповци, общ. Вакарел, Софийски окр.                     | мах. Поповци, кметство Пауново, общ. Ихтиман, Софийски окр.       | с. Поповци, км. Пауново, общ. Ихтиман, Софийска обл.        |
| мах. Банчовци общ. Вакарел Самоковска околия     | мах. Банчовци общ. Кутрахци Самоковска околия Софийски окр    | с. Банчовци, общ. Кутрахци, Ихтиманска околия, Софийски окр.      | мах. Банчовци, общ. Пауново, Ихтиманска околия, Софийски окр.    | мах. Банчовци, общ. Вакарел, Ихтиманска околия, Софийски окр.   | мах. Банчовци, общ. Вакарел, Ихтиманска околия, Софийски окр. | мах. Банчовци, общ. Вакарел, Ихтиманска околия, Софийски окр. | мах. Банчовци, кметство Пауново, общ. Ихтиман, Софийски окр.      | с. Бан човци, км. Пау ново, общ. Их тиман, Софий ска обл.   |
| мах. Кутрахци общ. Вакарел Самоковска околия     | с. Кутрахци общ. Кутрахци Самоковска околия Софийски окръг    | с. Кутрахци, общ. Кутрахци, Ихтиманска околия, Софийски окр       | с. Пауново, общ. Вакарел, Ихтиманска околия, Софийски окр.       | с. Пауново, общ. Вакарел, Ихтиманска околия, Софийски окр.      | с. Пауново, общ. Вакарел, Софийски окр.                       | с. Пауново, кметство Пауново, общ. Ихтиман, Софийски окр.     | Пау ново км. Пауново, общ. Ихтиман, обл. София                    |                                                             |
| мах. Хановете общ. Вакарел Самоковска околия     | мах. Хановете, общ. Вакарел, Ихтиманска околия, Софийски окр. | с. Вакарел, общ. Вакарел, Ихтиманска околия, Софийски окр         | с. Вакарел, общ. Вакарел, Софийски окр.                          | с. Вакарел, общ. Вакарел, Софийски окр.                         | с. Вакарел, общ. Вакарел, Софийски окр.                       | с. Вакарел, общ. Вакарел, Софийски окр.                       | с. Вакарел, кметство Вакарел, общ. Ихтиман, Софийски окр.         | с. Вакарел км. Вакарел общ. Ихтиман, Софийска обл           |